# 巴斯泰讷
巴斯泰讷（法語：Bastennes，法語發音：[bastɛn]）是法国朗德省的一个市镇，属于达克斯区。

## 地理
巴斯泰讷（43°39'3"N, 0°47'4"W）面积7.29 平方千米，位于法国新阿基坦大区朗德省，该省份为法国西南部沿海省份，是法國本土面积第二大的省，北起吉倫特省，西临大西洋，南至大西洋比利牛斯省，东临热尔省，东北与洛特-加龍省接壤。
与巴斯泰讷接壤的市镇（或旧市镇、城区）包括：卡斯泰勒萨拉赞、科佩讷、栋扎克、戈雅克。

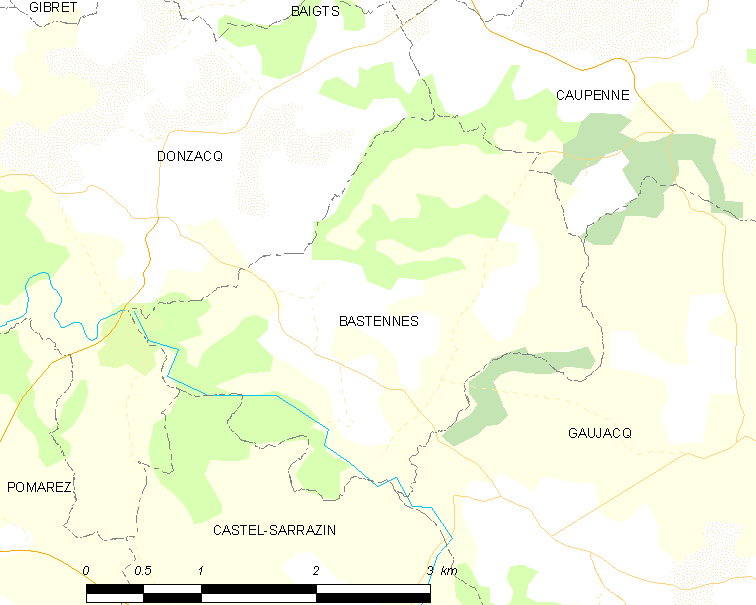
巴斯泰讷的OSM定位图

巴斯泰讷的时区为UTC+01:00、UTC+02:00（夏令时）。

## 行政
巴斯泰讷的邮政编码为40360，INSEE市镇编码为40028。

## 政治
巴斯泰讷所属的省级选区为沙洛斯山坡县。

## 人口

1962-2008年间巴斯泰讷人口变化图示

巴斯泰讷于2022年1月1日时的人口数量为244人。